# المسيب بن زهير
اَلْمُسَيَّبُ بْنُ زُهَيْرِ بْنِ عَمْرِو بْنِ مُسْلِمٍ اَلضَّبِّيُّ اَلتَّمِيمِيُّ ( 99هـ - 175هـ / 718 م - 792 م ) من كبار القادة والأمراء في الدولة العباسية، وأحد القادة الذين شهدوا معارك سقوط الدولة الأموية وقيام الدولة العباسية، ولي الشرطة في عهد أبو العباس السفاح (132هـ - 136هـ) وأقره أبو جعفر المنصور على منصبه (136هـ - 159هـ) ، ثم ولاه الخليفة العباسي المهدي على إمارة خراسان وذلك بين عامي (163هـ - 166هـ) ، وتوفي في بغداد عام 175هـ في عهد الخليفة العباسي هارون الرشيد، وأبنائه أُمراء على الأقاليم في الدولة العباسية.

## نسبه وذريته
ذكر نسبه الخطيب البغدادي فقال هو المسيب بن زهير بن عمرو بن مسلم بن حميل بن حسان بن الأعرج بن ربيعة بن مسعود بن منقذ بن كوز بن كعب بن بجالة بن ذهل بن مالك بن بكر بن سعد بن ضبة بن أد . وكان له عدد من الأبناء الذين ولوا الولايات في الدولة العباسية وهم :
- عبد الله بن المسيب بن زهير ولي إمارة مصر وفارس والجزيرة .
- ومُحَمد بن المسيب بن زهير ولي الشرطة للخليفة العباسي محمد الأمين .
- والعباس بن المسيب بن زهير ولي الشرطة للخليفة العباسي المأمون .
- وزهير بن المسيب بن زهير ولي إمارة كرمان .